# SK Rapid Leest

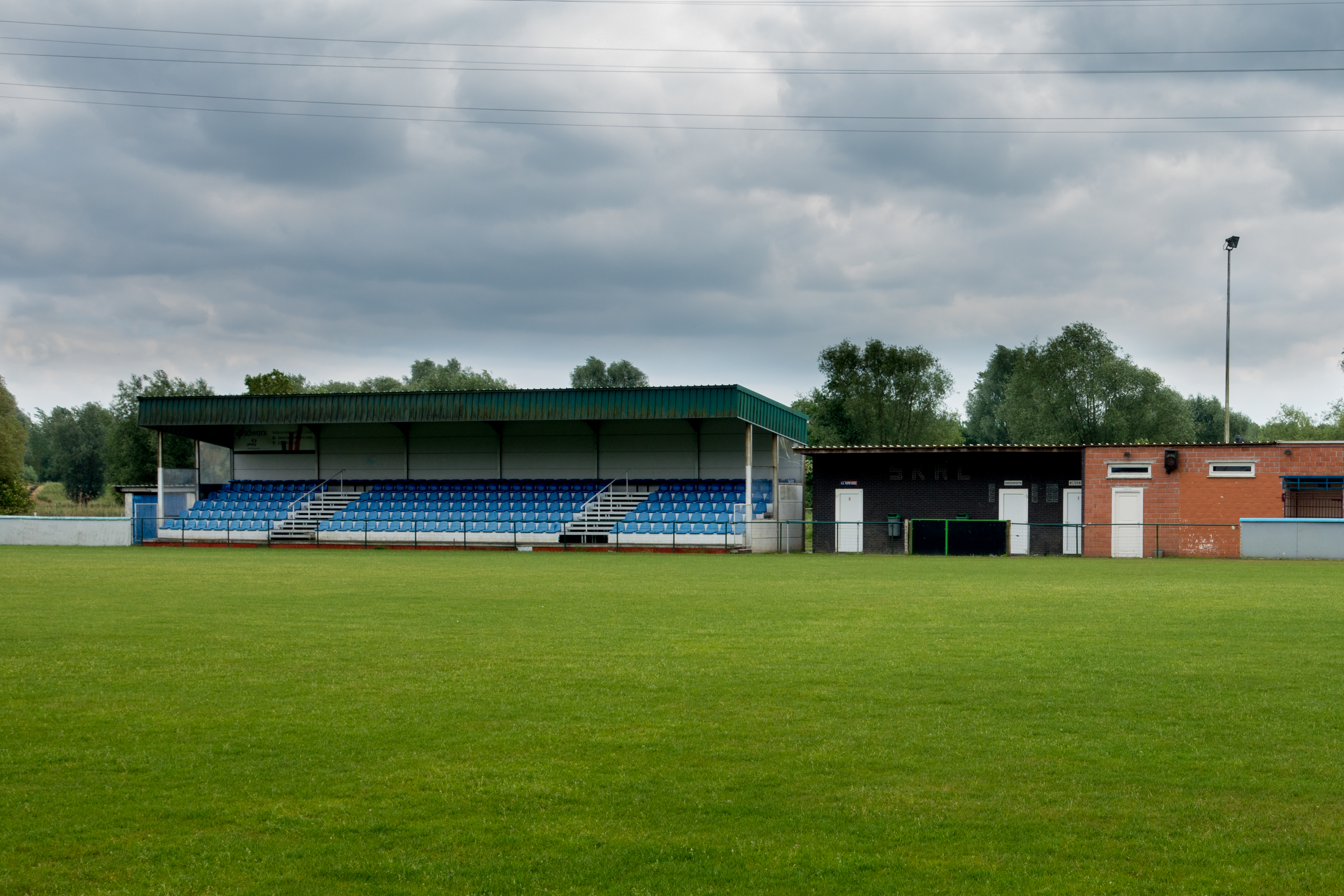
Stadion Grote Bleukens, thuisbasis van SK Rapid Leest.

SK Rapid Leest was een Belgische voetbalclub uit Leest, in de provincie Antwerpen (België). De club was aangesloten bij de KBVB met stamnummer 3737 en had rood en donkerblauw als kleuren. De ploeg speeldein de Antwerpse provinciale reeksen.
In 2022 fusioneerde SK Rapid Leest met Leest United tot VC Leest onder stamnummer 9456 van Leest United.

VC Leest komt uit in 4e Provinciale D.

Stamnummer 3737 werd verkocht aan Nielse SV (opgericht in 2010 en drager var stamnummer 9546). De benaming Nielse SV gaat voor.

## Geschiedenis
Rapid Leest werd opgericht in 1967 door Jean Van Dam en Fons Hellemans.
Jean Van Dam was de uitbater van café Telstar. Dit café bestaat niet meer, maar is nu gekend als het restaurant "Dorp 5".
Na ontelbare vriendenmatchen besloot Jean om samen met zijn jeugdvriend, Fons Hellemans, de plaatselijke bakker, een voetbalploeg op te richten.
De oorspronkelijke naam was FC Telstar en de club speelde het eerste seizoen 1968-1969 bij de K.K.S.F.B.(de Katholieke Sportfederatie), een zuiver liefhebbersverbond.
Het veld werd een omgebouwde weide naast de Zenne. Oorspronkelijk moesten de spelers zich omkleden in een zaal van café Het Brughuis aan de Zennebrug.
Op 12 oktober 1969 vond de officiële inhuldiging van het nieuwe voetbalveld en de nieuwe voetbalploeg F.C. Telstar plaats.
In 1977 (5 februari) werd F.C. Telstar S.K. (Sport-Kring) Leest VZW, dit op verzoek van de Federatie.(Belgisch Staatsblad van 7/4/1977).
De club kende het volgende jaar een zwarte dag. Op 12 januari 1978 werd stichter en ere-voorzitter Alfons Hellemans bij het oversteken van een steenweg te Mechelen door een motorrijder gegrepen. Fons overleed kort na zijn aankomst in het ziekenhuis.
Tijdens seizoen 1983-1984 zette SK Leest de overstap naar de Belgische Voetbalbond KBVB. Dit in het spoor van "aartsrivaal" VV Leest.
Om SK Leest financieel te steunen en meer bekendheid te geven werd in 1984 de supportersclub opgericht. Zo werden er evenementen georganiseerd zoals kaartavonden en optredens van onder anderen Gaston en Leo en Will Tura in zaal "Het Witte Paard" in Kapelle-op-den-Bos
In seizoen 1992-1993 fusioneerde SK Leest met Rapid en werd zo SK Rapid Leest.
Oprichter Jean Van Dam overleed na een pijnlijke ziekte in het Onze-Lieve-Vrouwziekenhuis te Mechelen op 6 juni 1998. Opnieuw een zwarte dag voor de club.

## Bekende spelers
- Theo Custers: ex-keeper en trainer. Op dit ogenblik is Theo keeperstrainer van de Rode Duivels.
- Hans Bouwmeester: bij het grote publiek vooral bekend als de technisch verfijnde spelverdeler van eersteklassers RWDM en Lierse SK.
- Jean Lumuanganu, de zwarte parel: hij was een van de beste spelers die ooit voor SK Rapid speelde. Hij heeft ooit nog getest bij SK Lommel.
- Nita Cireasa: ex-Roemeen. Deze mandekker van SK Rapid Leest stond op het scheidsrechtersblad bij het grote Steaua Boekarest in de finale tegen FC Barcelona in 1986. Hij kwam naar België toen zijn dochtertje ernstig ziek werd en in Roemenië niet kon geholpen worden. In België speelde hij onder andere bij Verbroedering Geel. Thans is hij genaturaliseerd tot Belg en woont met zijn gezin in Mechelen
- Jean-Jacques Missé-Missé: de voormalige speler van onder andere Olympique Charleroi, Sporting Lissabon, Trabzonspor, La Louvière en KV Mechelen was op zijn 39e de spelmaker tijdens de seizoenen 2007-2008 en 2008-2009.
- Dirk Van Dam: de plaatselijke held, zoon van stichter en goalgetter met 34 goals tijdens seizoen 1985-1986. Haalde zich de woede van veel supporters op de hals door bij rivaal VV Leest te gaan spelen.
- Jos De Winter en Willy Stroobandts: haalden de krantenkoppen door als 48-jarigen nog in het doel te staan.

## Jaartallen en reeksen waarin SK Rapid Leest gespeeld heeft
| Jaartal   | Afdeling                           | Naam           |
| --------- | ---------------------------------- | -------------- |
| 1969-1974 | 4e afdeling Katholiek sportverbond | FC Telstar     |
| 1974-1975 | 3e afdeling Katholiek sportverbond | FC Telstar     |
| 1975-1977 | 2e afdeling Katholiek sportverbond | FC Telstar     |
| 1977-1983 | 2e afdeling Katholiek sportverbond | SK Leest       |
| 1983-1986 | 4e provinciale KBVB                | SK Leest       |
| 1986-1987 | 3e provinciale KBVB                | SK Leest       |
| 1987-1988 | 2e provinciale KBVB                | SK Leest       |
| 1988-1994 | 1e provinciale KBVB                | SK Leest       |
| 1994-1996 | 1e provinciale KBVB                | SK Rapid Leest |
| 1996-1998 | 2e provinciale KBVB                | SK Rapid Leest |
| 1998-2000 | 1e provinciale KBVB                | SK Rapid Leest |
| 2000-2002 | 2e provinciale KBVB                | SK Rapid Leest |
| 2002-2003 | 3e provinciale KBVB                | SK Rapid Leest |
| 2003-2005 | 2e provinciale KBVB                | SK Rapid Leest |
| 2005-2006 | 1e provinciale KBVB                | SK Rapid Leest |
| 2006-2009 | 2e provinciale KBVB                | SK Rapid Leest |
| 2009-2012 | 1e provinciale KBVB                | SK Rapid Leest |
| 2012-2013 | 2e provinciale KBVB                | SK Rapid Leest |
| 2013-2014 | 2e provinciale KBVB                | SK Rapid Leest |
| 2014-2015 | 1e provinciale KBVB                | SK Rapid Leest |
| 2015-2016 | 2e provinciale KBVB                | SK Rapid Leest |
| 2016-2017 | 1e provinciale KBVB                | SK Rapid Leest |
| 2017-2018 | 1e provinciale KBVB                | SK Rapid Leest |
| 2018-2019 | 2e provinciale KBVB                | SK Rapid Leest |
| 2019-2020 | 1e provinciale KBVB                | SK Rapid Leest |
| 2020-2021 | 1e provinciale KBVB                | SK Rapid Leest |
| 2021-2022 | 1e provinciale KBVB                | SK Rapid Leest |